# Frente Democrático (Chipre)
Frente Democrático (en griego: Δημοκρατική Παράταξη: , Dimokratiki Parataxi) es un partido político centrista y partidario de la reunificación en Chipre.
El partido se creó después de desacuerdos con el Partido Democrático (DIKO), dirigido por Nikolas Papadopoulos, respecto al trato que debería tener la administración greco-chipriota en relación con resolver el problema de Chipre. El partido fue admitido en la Alianza de Liberales y Demócratas por Europa (ALDE) el 18 de noviembre de 2020.